# Шемер, Наоми
Нао́ми Ше́мер (ивр. נעמי שמר‎; 13 июля 1930, кибуц Квуцат-Кинерет, подмандатная Палестина — 26 июня 2004, Тель-Авив, Израиль) — израильская поэтесса и композитор, автор неофициального гимна Иерусалима «Йерушалаим шель захав» (Золотой Иерусалим).

## Биография
Родители Наоми, Меир и Ривка Сапир, выходцы из Вильно, порознь приехали в 1920-х годах в страну Израиля и познакомились в кибуце. Будучи участниками сионистского рабочего движения, они не соблюдали религиозных традиций. У Наоми были младшая сестра Рут и брат Яаков. После Второй мировой войны её отец вызволял оставшихся в живых евреев из лагерей перемещённых лиц в Европе, и переправлял в Палестину в составе организации «Бриха» («Побег»).
Когда Наоми подросла, она стала брать уроки музыки в Хайфе. Потом окончила Иерусалимскую музыкальную академию и вернулась в кибуц преподавать музыку детям. Тогда же она начала писать песни.

## Творчество
Шемер сама была автором стихов и музыки своих песен, иногда вдохновляясь музыкой и песнями разных стран, из которых евреи возвращались в возрождавшийся Израиль. Её наиболее известная песня — «Йерушалаим шель захав» («Золотой Иерусалим»), написанная в 1967 году. В начале 1967 года Израильское радио предложило ей написать песню об Иерусалиме для исполнения в концерте, посвящённом Дню Независимости. Наоми трепетно отнеслась к этой задаче — ведь об Иерусалиме написано много прекрасных стихов и музыки. Наступил праздник Пурим, а песня ещё не была готова. Она даже позвонила на радио и попросила освободить её от этой чести. Тогдашний директор Израильского радио Гиль Алдема рассказывал, что согласился, чтобы песня была не об Иерусалиме, но песню для этого концерта просил всё же написать, надеясь, что в итоге она будет про Иерусалим. Уже после кончины Шемер (2004) Алдема утверждал, что Наоми Шемер взяла музыку для «Золотого Иерусалима» из баскской колыбельной. Песня «Золотой Иерусалим» была исполнена на концерте и стала триумфом, так как не было израильтянина, который не тосковал бы по Старому Городу и Западной Стене Храмовой горы. Когда через три недели после концерта израильские войска освободили Иерусалим, песня, выразившая радость целой нации, приобрела широчайшую популярность. Пластинка с песней разошлась тиражом 300 тысяч экземпляров, что стало рекордом продаж грампластинок за всю историю Израиля.
Во время Войны Судного дня (1973) музыка Шемер олицетворяла уже и другие чувства. Она хотела вложить в свою музыку тревогу и горечь от потерь израильских войск, застигнутых врасплох сирийцами и египтянами.
Песня «Лу йеhи» («Да будет»), исполненная в дни войны, была минорной ивритской версией мажорной песни The Beatles «Let It Be». 
Шемер написала песню «Иш музар» («Странный человек»), посвященную поселенцам Элон-Морэ.  Наоми Шемер была вдохновлена тем, как десятки тысяч людей приходят заново осваивать освобожденные в ходе Шестидневной войны участки еврейской земли. Наоми усматривала в этом возвращение к корням, материальное воплощение любви к Стране Израиля.
«Песня об акуле» была написана Наоми Шемер в 1975 году в знак протеста против переговоров о возвращении Египту Синайского полуострова. Героиня этой сатирически-трагической песни — сардина — предлагала своё тело по частям акуле, в ответ рассчитывая услышать приветствие «шалом» («мир»). Когда сардина предложила всю себя целиком, акула открыла рот — и вместе с ответом съела сардину.
Другая песня Наоми, «Аль коль э́ле» ([храни] Всех этих) связана с болезненным моментом в истории Израиля — передачей Египту и разрушением еврейского города Ямит с прилегающими поселениями. Наоми написала эту песню, пытаясь утешить сестру, которая овдовела. В песне были такие слова: «Не выкорчевывай насаждений». Через полтора года Израиль заключил мир с Египтом и был вынужден эвакуировать поселение Ямит на Синайском полуострове. Поселенцы Ямита долго сопротивлялись. Активисты их движения звонили и благодарили Наоми за песню, которая выражала их чувства.
Песня «О рав ховель» («О капитан») была переведена Наоми Шемер на иврит из поэзии Уолта Уитмена на трагическую гибель израильского премьер-министра Ицхака Рабина.
Наоми Шемер также написала много песен для детей и цикл песен ко всем еврейским праздникам.
В 1983 году ей была присуждена Премия Израиля за вклад в культуру страны.
Наоми Шемер остается одним из лучших и значительных создателей оригинальной израильской песенной традиции. Некоторые её песни стали неофициальными гимнами, символами судьбоносных событий в истории Государства Израиль.
По-русски песни Наоми Шемер с 2005 года исполняет Марина Меламед, в рамках проекта Дома Ури Цви Гринберга «Наоми Шемер — русская версия».

## Политические взгляды
Наоми Шемер примыкала по своим взглядам к движению «За неделимый Израиль», сочувствовала поселенцам на контролируемой Израилем территории Эрец Исраэль, однако никогда не давала использовать свой авторитет и своё имя в политике.

## Память о Наоми Шемер

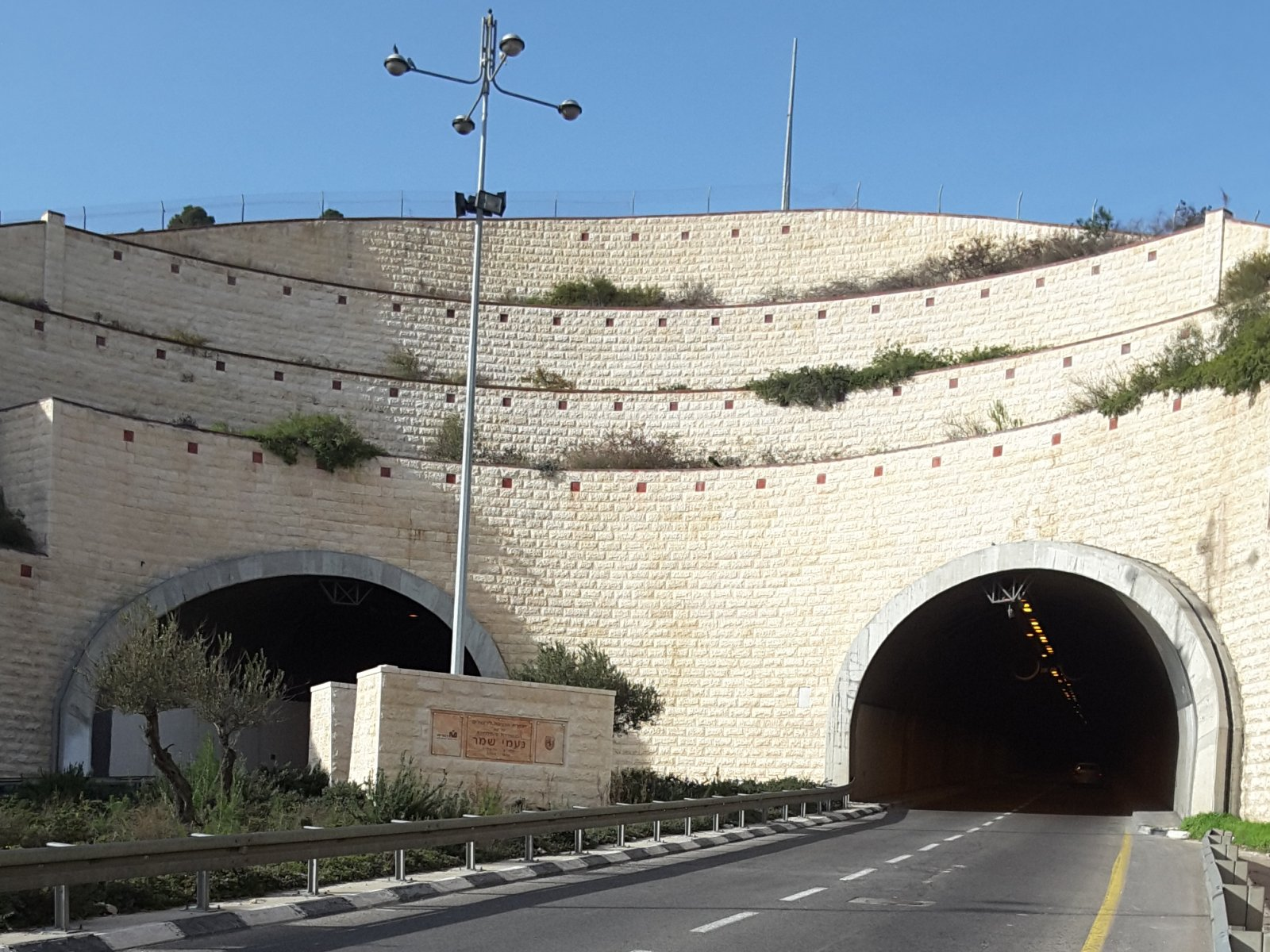
Туннель имени Наоми Шемер, проходящий под горой Скопус в Иерусалиме; построен в 2003, назван в 2011.

В память о Наоми Шемер в 2005 году  Израильская корпорация по выпуску монет и медалей (Israel Coins and Medals Corporation) отчеканила серию  золотых и серебряных памятных монет достоинством в 1, 2 и 10 шекелей .
В память о ней над озером Кинерет начато строительство мемориальной обзорной площадки с видом на озеро.